# كوستا يانيف
كوستا يانيف (بالبلغارية: Коста Янев)‏ هو لاعب كرة قدم بلغاري في مركز الوسط، ولد في 27 أبريل 1983 في بورغاس في بلغاريا. شارك مع منتخب بلغاريا لكرة القدم. أما مع النوادي، فقد لعب مع او في سي سليفن 2000 وسسكا صوفيا ونادي تشيرنو مور فارنا ونادي سبارتاك فارنا ونادي لوكوموتيف صوفيا.

## وصلات خارجية
- كوستا يانيف على موقع قاعدة بيانات كرة القدم.إي يو (الإنجليزية)
- كوستا يانيف على موقع ناشيونال فوتبول تيمز (الإنجليزية)
- كوستا يانيف على موقع Soccerway.com (الإنجليزية)
- كوستا يانيف على موقع عالم كرة القدم.نت (الإنجليزية)